# デュケーヌ砦の戦い
デュケーヌ砦の戦い（デュケーヌとりでのたたかい、仏 Bataille de Fort Duquesne、英 Battle of Fort Desquene）、またはデュケイン砦の戦いは、フレンチ・インディアン戦争中の1758年9月14日に行われた戦闘である。

## 概要

### デュケーヌ砦への遠征

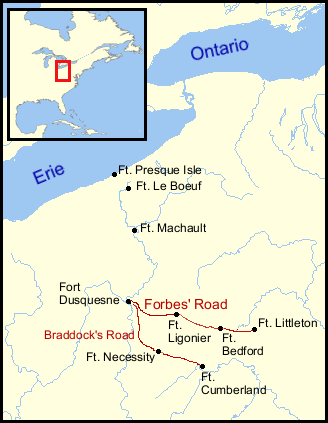
イギリス軍の進路とデュケーヌ砦の位置。2つの進路のうち、上の方がこの戦闘での進路。地図上部にオンタリオ湖とエリー湖が見える。

この砦への攻撃は、イギリス軍指揮官ジョン・フォーブズによる大規模な遠征の一環だった。フォーブズが、カンバーランド砦とメリーランド西部で6,000人の兵を集め、これにジョージ・ワシントンを含めたバージニア民兵2000人の部隊も加わった。守りの弱いデュケーヌ砦は彼らの遠征の最大の標的であったが、ブラドック遠征路を行くか、北の道を行くかでもめ、ワシントンはブラドック遠征路を主張したが、結局別の道を進むことになった。この行軍は難航した。 また、フォーブズは病気のため、進軍を指揮したのは副指揮官のアンリ・ブーケだった。

### 戦闘
1758年9月11日、イギリス軍少佐ジェームズ・グラントは、800人以上の兵を連れて、フォーブズの主力部隊の前方にあたるデュケーヌ砦の周辺を偵察した。副指揮官のブーケは、500人のフランス兵と、同盟関係にある300人の先住民兵がこの砦に駐屯しており、グラントの分遣隊の攻撃では、手に負えないだろうと思っていた。9月13日、砦の近くにグラントが到着した。彼は、砦の中には200人もいないと信じ込んでおり、偵察に50人という少人数部隊を派遣した。 砦の中に敵は見当たらず、中の倉庫を焼いて、砦から2マイル（3キロ）の、グラントのいる拠点に戻って来た。
翌朝、マクドナルド大尉の中隊が、敵をおびき出すため、太鼓を鳴らしながら砦に近づいた。マクドナルド隊に攻撃を仕掛けるため、砦から出てきたフランス兵と先住民兵は、予想をはるかに上回る規模で、しかも敏捷に動いた。イギリス軍は3部隊に分けられていたが、マクドナルド率いる囮の軍は圧倒され、フランス軍は、待ち伏せしていたアンドリュー・ルイスのバージニア民兵隊の位置をつかみ、襲いかかった。ルイス隊はその場から離れ、他の兵の助けを求めたが、フランス軍と先住民とは、それまでに、敵よりも有利な展開を行って、彼らを退散させた。先住民たちは、自分たちの得意とする森林でのゲリラ戦を展開した。「先住民たちは、茂った木の葉の陰に身を潜め、破壊的な射撃を行い、それは必ず何らかの効果をもたらした」 森の中の一方的な戦いで、イギリスとニューイングランド植民地の軍は342人の死傷者を出した。また、77連隊から、グラントを始め232人が捕えられた。ルイス率いるバージニア分遣隊の8人の士官のうち、5人が戦死、1人が負傷し、ルイス自身は捕虜となった。グラントもまた捕虜となった。それでも、グラント軍は、殆どの兵が逃亡し、フォーブズとブーケの本隊に合流した。フランスと先住民の連合軍の被害は、8人戦死、8人負傷のみだった。

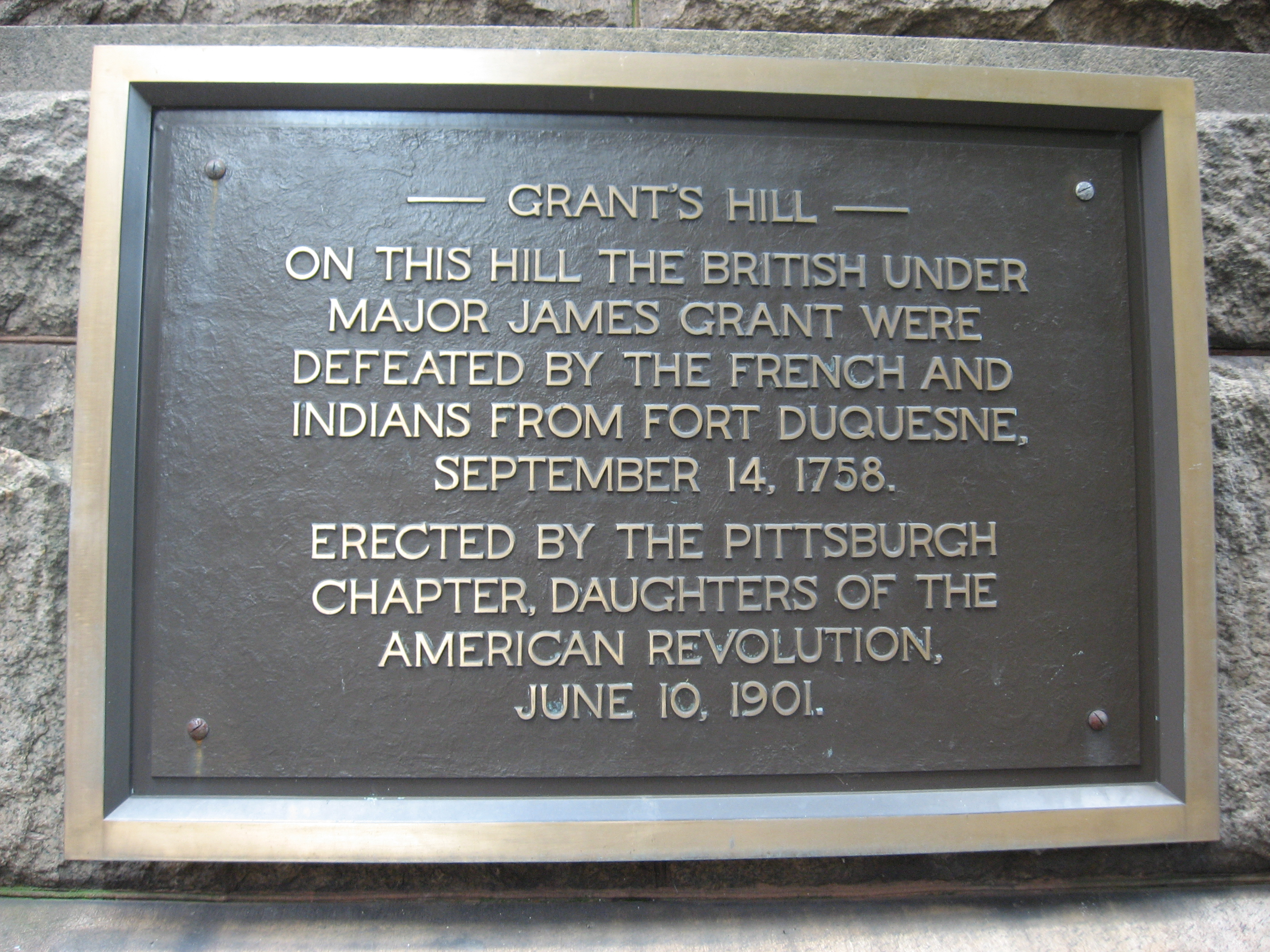
グラント・ストリートの記念碑

その後ブーケがここに夜襲をかけようとしたが、これも同じような結果となった。
1901年に、この戦いが行われた地に設立されたアレゲーニー郡裁判所には、戦闘の記念碑がある。この場所は、今はピッツバーグ市グラント・ストリートとなっている。

### フランスの退却

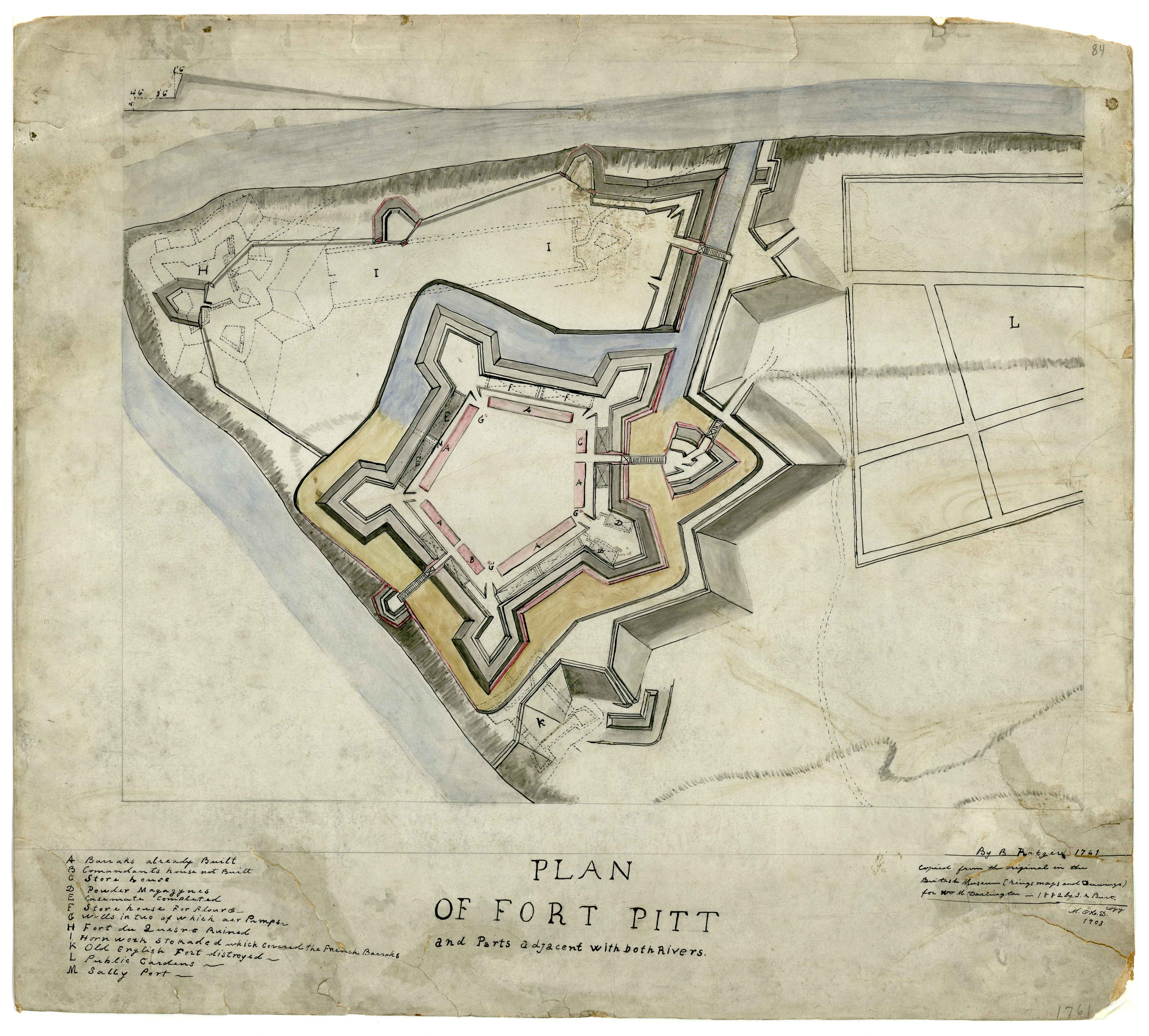
ピット砦の設計図（1761年）

フランスは、最初のイギリスの攻撃こそ撃退したが、リグネリは、600人程度の軍では、その10倍もの人数のイギリス軍相手にはデュケーヌ砦を守れないことを知った。フランス軍は11月24日まではデュケーヌに留まったが、リグネリ軍はその夜砦に火をつけ、暗闇にまぎれて去り、部隊をボートに乗せ、火にまぎれてオハイオ川にまで退いた。その夜、進軍中のフォーブズ率いるイギリス軍は、先住民の斥候から、砦の近くから煙が上がっていると言う情報を得た。フォーブズは調査のため騎兵隊を派遣し、残る士官や兵もそれに続いた。
翌25日、イギリス軍が、火がくすぶり続けている砦の跡地に進軍してきた時、彼らはぞっとするものを見せつけられることになった。先住民たちが高地連隊兵の遺体から首を切り取り、その首を、砦の天辺の尖った支柱に突き刺していたのだ。兵たちのキルトがその下に吊るしてあった。
イギリス軍は、デュケーヌ砦を再建し、その名前を、この、戦略上有効な地の攻略を命じたウィリアム・ピットにちなんでピット砦とした。
のちにダンモア砦と改名されたが、独立戦争の初期に元の名称に戻され、その後、この砦の周辺の町はピッツバーグと呼ばれるようになった。
また、元々のデュケーヌという名は、ヌーベルフランスの総督にちなむものである。

### 一次出典
- The Papers of Henry Bouquet : Volume II The Forbes Expedition ed. by Donald Kent et al.  (1951)
- Writings of General John Cabot Forbes Relating to his Service in North America (1938)
- The Papers of George Washington, Colonial Series, volume 5 October 1757-September 1758 ed by W.  W.  Abbott et al. (1988)